# Goya 2009
Die 23. Verleihung des Goya fand am 1. Februar 2009 im Palacio Municipal de Congresos in Madrid statt. Der wichtigste spanische Filmpreis wurde in 28 Kategorien vergeben. Als Gastgeberin führte die Schauspielerin Carmen Machi durch den Abend.
In diesem Jahr konnte sich vor allem die Literaturverfilmung Los girasoles ciegos von José Luis Cuerda mit insgesamt 15 Nominierungen große Hoffnungen im Rennen um die Goyas machen. Letztlich gewinnen konnte das im Spanien der 1940er Jahre angesiedelte Filmdrama den Preis in der Kategorie Bestes adaptiertes Drehbuch. Auch der elffach nominierte Thriller Las Bandidas – Kann Rache schön sein! von Agustín Díaz Yanes konnte sich einzig in der Kategorie Beste Kamera gegen die Konkurrenz behaupten. Als großer Gewinner des Abends stellte sich Javier Fessers Filmdrama Camino heraus, das bei sieben Nominierungen sechs Goyas erhielt. Der auf wahren Begebenheiten beruhende Film über ein todkrankes Mädchen, das heiliggesprochen werden soll, selbst aber lieber von seinem Schwarm träumt, setzte sich dabei auch in den wichtigen Kategorien Bester Film, Beste Regie und Bestes Originaldrehbuch durch. Als bester Hauptdarsteller wurde Benicio del Toro für seine Titelrolle in der Filmbiografie Che – Revolución ausgezeichnet, die insgesamt in fünf Kategorien nominiert war und auch mit ihrem Szenenbild triumphieren konnte. Penélope Cruz gewann den Goya als beste Nebendarstellerin für ihre Rolle in Woody Allens Filmkomödie Vicky Cristina Barcelona, für die sie später auch den Oscar erhalten sollte.
Der im Vorjahr nicht vergebene Preis in der Kategorie Bester europäischer Film ging an den zuvor auch mit der Goldenen Palme ausgezeichneten rumänischen Beitrag 4 Monate, 3 Wochen und 2 Tage von Cristian Mungiu. Das Filmdrama über das Leben in der kommunistischen Diktatur unter Nicolae Ceaușescu ließ dabei sowohl den deutschen Beitrag Auf der anderen Seite von Fatih Akin als auch das britische Holocaust-Drama Der Junge im gestreiften Pyjama und die Comicverfilmung The Dark Knight von Christopher Nolan hinter sich. Bester ausländischer Film in spanischer Sprache wurde das chilenische Filmdrama La buena vida von Andrés Wood. Preisträger des Ehren-Goya war in diesem Jahr der vor allem für seine kontroversen Horrorfilme bekannte Filmemacher Jess Franco.

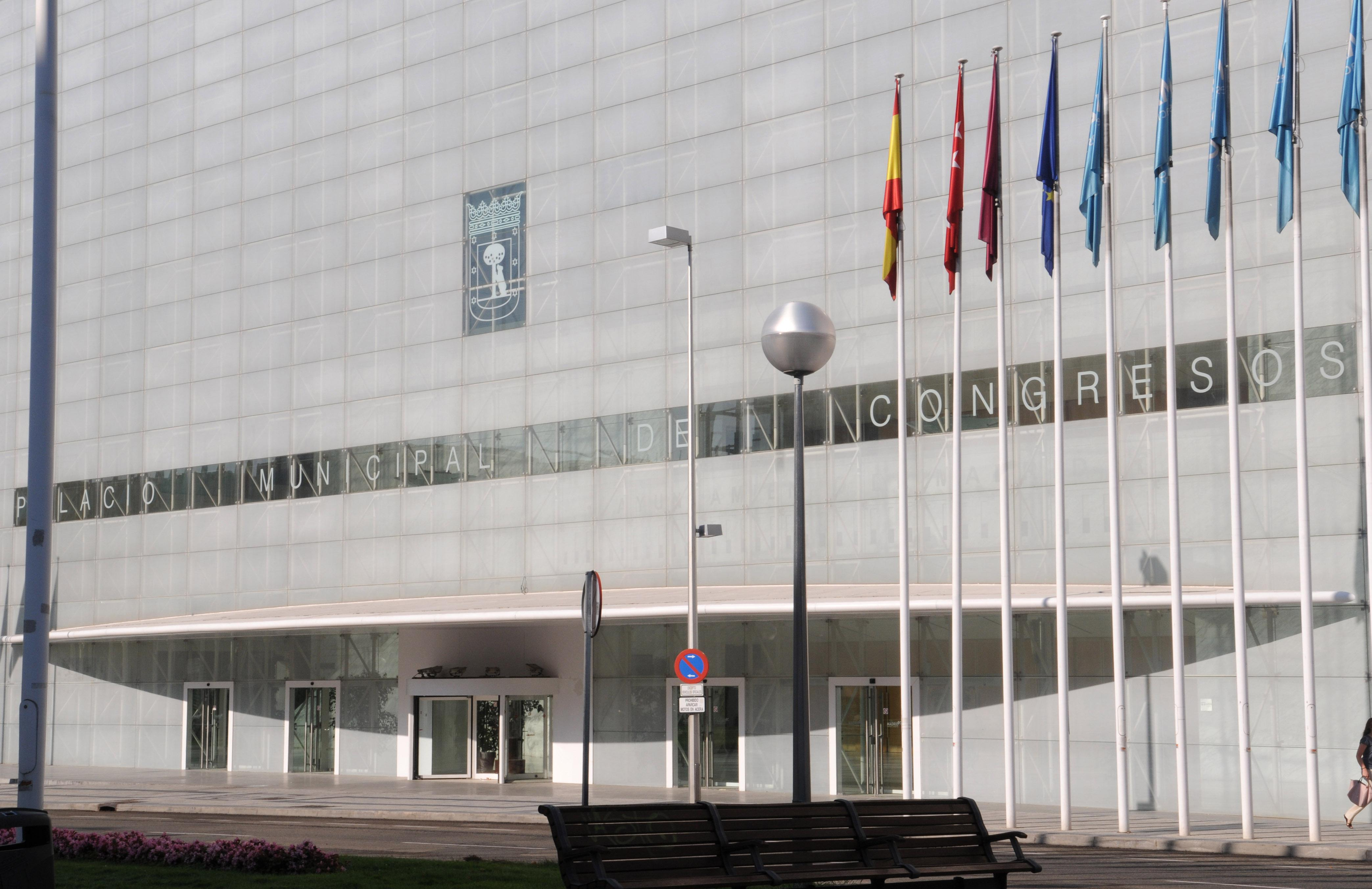
Der Palacio Municipal de Congresos, der Veranstaltungsort der Verleihung

## Gewinner und Nominierte
| Statistik (Filme mit mehr als einer Nominierung) N=Nominierung; A=Auszeichnung |    |   |
| Film                                                                           | N  | A |
| Los girasoles ciegos                                                           | 15 | 1 |
| Las Bandidas – Kann Rache schön sein!                                          | 11 | 1 |
| Camino                                                                         | 7  | 6 |
| Sangre de mayo                                                                 | 7  | 0 |
| Oxford Murders                                                                 | 6  | 3 |
| Che – Revolución                                                               | 5  | 2 |
| La conjura de El Escorial                                                      | 5  | 0 |
| El patio de mi cárcel                                                          | 4  | 0 |
| Una palabra tuya                                                               | 4  | 0 |
| El truco del manco                                                             | 3  | 3 |
| Misión: Salvar la Tierra                                                       | 3  | 2 |
| Retorno a Hansala                                                              | 3  | 0 |
| Chefs Leckerbissen                                                             | 2  | 0 |
| El juego del ahorcado                                                          | 2  | 0 |

### Bester Film (Mejor película)
Camino – Regie: Javier Fesser
- Los girasoles ciegos – Regie: José Luis Cuerda
- Oxford Murders (The Oxford Murders) – Regie: Álex de la Iglesia
- Las Bandidas – Kann Rache schön sein! (Solo quiero caminar) – Regie: Agustín Díaz Yanes

### Beste Regie (Mejor dirección)
Javier Fesser – Camino
- José Luis Cuerda – Los girasoles ciegos
- Álex de la Iglesia – Oxford Murders (The Oxford Murders)
- Agustín Díaz Yanes – Las Bandidas – Kann Rache schön sein! (Solo quiero caminar)

### Beste Nachwuchsregie (Mejor dirección novel)
Santiago Zannou – El truco del manco
- Nacho Vigalondo – Timecrimes – Mord ist nur eine Frage der Zeit (Los cronocrímenes)
- Irene Cardona – Un novio para Yasmina
- Belén Macías – El patio de mi cárcel

### Bester Hauptdarsteller (Mejor actor)
Benicio del Toro – Che – Revolución (Che – Part One: The Argentine)
- Javier Cámara – Chefs Leckerbissen (Fuera de carta)
- Raúl Arévalo – Los girasoles ciegos
- Diego Luna – Las Bandidas – Kann Rache schön sein! (Solo quiero caminar)

### Beste Hauptdarstellerin (Mejor actriz)
Carme Elías – Camino
- Maribel Verdú – Los girasoles ciegos
- Verónica Echegui – El patio de mi cárcel
- Ariadna Gil – Las Bandidas – Kann Rache schön sein! (Solo quiero caminar)

### Bester Nebendarsteller (Mejor actor de reparto)
Jordi Dauder – Camino
- Fernando Tejero – Chefs Leckerbissen (Fuera de carta)
- José Ángel Egido – Los girasoles ciegos
- José María Yazpik – Las Bandidas – Kann Rache schön sein! (Solo quiero caminar)

### Beste Nebendarstellerin (Mejor actriz de reparto)
Penélope Cruz – Vicky Cristina Barcelona
- Elvira Mínguez – Cobardes
- Rosana Pastor – La conjura de El Escorial
- Tina Sáinz – Sangre de mayo

### Bester Nachwuchsdarsteller (Mejor actor revelación)
El Langui – El truco del manco
- Martiño Rivas – Los girasoles ciegos
- Álvaro Cervantes – El juego del ahorcado
- Luis Bermejo – Una palabra tuya

### Beste Nachwuchsdarstellerin (Mejor actriz revelación)
Nerea Camacho – Camino
- Esperanza Pedreño – Una palabra tuya
- Ana Wagener – El patio de mi cárcel
- Farah Hamed – Retorno a Hansala

### Bestes Originaldrehbuch (Mejor guion original)
Javier Fesser – Camino
- Dionisio Pérez, José Antonio Quirós und Ignacio del Moral – Federicos Kirschen – Cenizas del cielo (Cenizas del cielo)
- Chus Gutiérrez und Juan Carlos Rubio – Retorno a Hansala
- Agustín Díaz Yanes – Las Bandidas – Kann Rache schön sein! (Solo quiero caminar)

### Bestes adaptiertes Drehbuch (Mejor guion adaptado)
Rafael Azcona und José Luis Cuerda – Los girasoles ciegos
- Peter Buchman – Che – Revolución (Che – Part One: The Argentine)
- Jorge Guerricaechevarría und Álex de la Iglesia – Oxford Murders (The Oxford Murders)
- Ángeles González-Sinde – Una palabra tuya

### Beste Produktionsleitung (Mejor dirección de producción)
Rosa Romero – Oxford Murders (The Oxford Murders)
- Cristina Zumárraga – Che – Revolución (Che – Part One: The Argentine)
- Emiliano Otegui – Los girasoles ciegos
- Rafael Cuervo und Mario Pedraza – Las Bandidas – Kann Rache schön sein! (Solo quiero caminar)

### Beste Kamera (Mejor fotografía)
Paco Femenia – Las Bandidas – Kann Rache schön sein! (Solo quiero caminar)
- Carlos Suárez Morilla – La conjura de El Escorial
- Hans Burmann – Los girasoles ciegos
- Félix Monti – Sangre de mayo

### Bester Schnitt (Mejor montaje)
Alejandro Lázaro – Oxford Murders (The Oxford Murders)
- Nacho Ruiz Capillas – Los girasoles ciegos
- Iván Aledo – Misión: Salvar la Tierra
- José Salcedo – Las Bandidas – Kann Rache schön sein! (Solo quiero caminar)

### Bestes Szenenbild (Mejor dirección artística)
Antxón Gómez – Che – Revolución (Che – Part One: The Argentine)
- Luis Vallés – La conjura de El Escorial
- Balter Gallart – Los girasoles ciegos
- Gil Parrondo – Sangre de mayo

### Beste Kostüme (Mejor diseño de vestuario)
Lala Huete – El Greco
- Javier Artiñano – La conjura de El Escorial
- Sonia Grande – Los girasoles ciegos
- Lourdes de Orduña – Sangre de mayo

### Beste Maske (Mejor maquillaje y peluquería)
José Quetglás, Nieves Sánchez und Mar Paradela – Misión: Salvar la Tierra
- José Quetglás und Nieves Sánchez – La conjura de El Escorial
- Sylvie Imbert und Fermín Galán – Los girasoles ciegos
- Romana González, Alicia López und Josefa Morales – Sangre de mayo

### Beste Spezialeffekte (Mejores efectos especiales)
Raúl Romanillos, Pau Costa, José Quetglás, Eduardo Díaz, Alex Grau und Chema Remacha – Misión: Salvar la Tierra
- Raúl Romanillos, Arturo Balceiro und Ferran Piquer – Camino
- Juan Ramón Molina und Alberto Nombela Núñez – Sangre de mayo
- Alejandro Vázquez, Reyes Abades und Rafa Solorzano – Las Bandidas – Kann Rache schön sein! (Solo quiero caminar)

### Bester Ton (Mejor sonido)
Jorge Marín, Maite Rivera und Daniel de Zayas – Tres días
- Ricardo Steinberg, María Steinberg und Alfonso Raposo – Los girasoles ciegos
- Miguel Rejas und José Antonio Bermúdez – Sangre de mayo
- Pierre Gamet, Christophe Vingtrinier und Patrice Grisolet – Las Bandidas – Kann Rache schön sein! (Solo quiero caminar)

### Beste Filmmusik (Mejor música original)
Roque Baños – Oxford Murders (The Oxford Murders)
- Alberto Iglesias – Che – Revolución (Che – Part One: The Argentine)
- Lucio Godoy – Los girasoles ciegos
- Bingen Mendizábal – El juego del ahorcado

### Bester Filmsong (Mejor canción original)
„A tientas“ von Woulfrank Zannou und El Langui – El truco del manco
- „Entre tu balcón y mi ventana“ von Javier Laguna, José Ángel Taboada und Antonio Manuel Mellado – Una palabra tuya
- „Podemos volar juntos“ von Raúl Sánchez Zafra und Juan Pablo Compaired – El patio de mi cárcel
- „Manousal“ von Tao Gutiérrez – Retorno a Hansala

### Bester Kurzfilm (Mejor cortometraje de ficción)
Miente – Regie: Isabel de Ocampo
- El encargado – Regie: Sergio Barrejón
- Final – Regie: Hugo Martín Cuervo
- Machu Picchu – Regie: Hatem Khraiche
- Porque hay cosas que nunca se olvidan – Regie: Lucas Figueroa

### Bester animierter Kurzfilm (Mejor cortometraje de animación)
La increíble historia del hombre sin sombra – Regie: José Esteban Alenda
- Espagueti western – Regie: Sami Natsheh
- Malacara y el misterio del bastón de roble – Regie: Luís Tinoco
- El ataque de los kriters asesinos – Regie: Samuel Orti
- Rascal’s Street – Regie: Marcos Valín, María Monescillo und David Priego

### Bester Dokumentarkurzfilm (Mejor cortometraje documental)
Héros: No hacen falta alas para volar – Regie: Ángel Loza
- Harraga – Regie: Eva Patricia Fernández und Mario de la Torre
- La clase – Regie: Beatriz Martínez Sanchís
- Soy Meera Malik – Regie: Marcos Borregón

### Bester Animationsfilm (Mejor película de animación)
Schlau wie ein Luchs (El lince perdido) – Regie: Raúl García und Manuel Sicilia
- Donkey Schott (Donkey Xote) – Regie: Jose Pozo
- Espíritu del bosque – Regie: David Rubin
- RH+, el vampiro de Sevilla – Regie: Antonio Zurera

### Bester Dokumentarfilm (Mejor película documental)
Bucarest: La memòria perduda – Regie: Albert Solé
- Old Man Bebo – Regie: Carlos Carcas
- El pollo, el pez y el cangrejo real – Regie: José Luis López-Linares
- El último truco – Regie: Sigfrid Monleón

### Bester europäischer Film (Mejor película europea)
4 Monate, 3 Wochen und 2 Tage (4 luni, 3 săptămâni și 2 zile), Rumänien – Regie: Cristian Mungiu
- Auf der anderen Seite, Deutschland – Regie: Fatih Akin
- Der Junge im gestreiften Pyjama (The Boy in the Striped Pyjamas), Großbritannien – Regie: Mark Herman
- The Dark Knight, Großbritannien – Regie: Christopher Nolan

### Bester ausländischer Film in spanischer Sprache (Mejor película extranjera de habla hispana)
La buena vida, Chile – Regie: Andrés Wood
- Acné, Uruguay – Regie: Federico Veiroj
- Lake Tahoe, Mexiko – Regie: Fernando Eimbcke
- Perro come perro – Den Letzten fressen die Hunde (Perro come perro), Kolumbien – Regie: Carlos Moreno

## Ehrenpreis (Goya de honor)
- Jess Franco, spanischer Filmemacher und Schauspieler